# 서울이 좋다지만
"서울이 좋다지만"는 한국에서 제작된 고영남 감독의 1970년 영화이다. 박노식 등이 주연으로 출연하였고 이원섭 등이 제작에 참여하였다.

## 출연

### 주연
- 박노식
- 최지희
- 허장강
- 윤인자

## 기타
- 조명: 박창호
- 미술: 노인택